# Hypoponera faceta
Hypoponera faceta är en myrart som först beskrevs av Menozzi 1931.  Hypoponera faceta ingår i släktet Hypoponera och familjen myror. Inga underarter finns listade i Catalogue of Life.